# Сан Сиро Фоче (Ђенова)
Сан Сиро Фоче је насеље у Италији у округу Ђенова, региону Лигурија.
Према процени из 2011. у насељу је живело 47 становника. Насеље се налази на надморској висини од 510 м.